# Deseilligny (cratère)
Pour les articles homonymes, voir Deseilligny.
Deseilligny est un cratère lunaire situé sur la face visible de la Lune. Il se trouve sur le bord sud de la Mare Serenitatis. Il longe à l'est-sud-est le cratère Bessel. Deseilligny est un cratère en forme de cuvette avec un bord bas.
En 1935, l'Union astronomique internationale a donné le nom de l'astronome français Jules Alfred Pierrot Deseilligny à ce cratère lunaire.